# Sinomicrurus
Sinomicrurus (лат.) — род змей из семейства аспидов, обитающих в Азии.

## Описание
Общая длина представителей этого рода колеблется от 30 до 80 см. Наблюдается половой диморфизм — самки крупнее самцов. Голова умеренного размера, рот маленький. Туловище стройное. Окраска в основном коричневая или бурая с различными оттенками с многочисленными тёмными, обычно чёрными, поперечными или продольными полосами. Брюхо жёлтое, кремовое или белое. Хвост по форме и окраске напоминает голову.
Яд этих змей довольно токсичен и представляет существенную опасность для жизни человека.

## Образ жизни
Населяют леса, горные местности. Встречаются на высоте 2000 м над уровнем моря. Активные ночью, питаются мелкими млекопитающими, ящерицами, птицами.

## Размножение
Это яйцекладущие змеи. Самки откладывают до 10 яиц.

## Распространение
Обитают в Непале, восточной Индии, Юго-Восточной Азии, в Китае, на Тайване, в Японии.

## Классификация
На сентябрь 2018 года в род включают 5 видов:
- Sinomicrurus hatori (Takahashi, 1930)
- Sinomicrurus japonicus (Günther, 1868) — Японский украшенный аспид[2]
- Sinomicrurus kelloggi (Pope, 1928)
- Sinomicrurus macclellandi (Reinhardt, 1844)
- Sinomicrurus sauteri (Steindachner, 1913)